# Morphopsis kumusii
Morphopsis kumusii är en fjärilsart som beskrevs av Rothschild 1916. Morphopsis kumusii ingår i släktet Morphopsis och familjen praktfjärilar. Inga underarter finns listade i Catalogue of Life.